# Kjellerupkredsen
Kjellerupkredsen (oprindeligt Levringkredsen) var en opstillingskreds i Viborg Amtskreds fra 1920 til 2006. Kredsen var en valgkreds fra 1894 til 1919. 
Fra 1849 til 1894 var valgstedet i Levring og kredsen blev kaldt Levringkredsen. Nu hører det meste af området til Vestjyllands Storkreds. Dog hører en mindre del til Østjyllands Storkreds. 
Kredsens sydlige dele blev i flere omgange overført til Silkeborgkredsen, mens Engesvang Sogn blev afstået til Herningkredsen (nu Ikastkredsen) i 1971. Til gengæld blev det meste af Sønder Vingekredsen en del af Kjellerupkredsen i 1971. 
I 2007 blev Hvorslev Kommune en del af Favrskovkredsen i Østjyllands Storkreds. Resten af Kjellerupkredsen blev delt mellem tre kredse (Silkeborg Nordkredsen, Viborg Vestkredsen og Viborg Østkredsen) i Vestjyllands Storkreds.

## Folketingsmedlemmer
- 1849 – 1858: gdr. Christen Jensen, (Che. Hull) valgt til Rigsrådets landsting i 1864-1866. (H);
- 1858 - 1890: gdr. Niels Albertsen (V);
- 1890 - 1892: lærer R.J.A. Geltzer (V);

- 1892 - 1901: Anders Kristensen Sloth, Ravnholt sydøst for Viborg (Moderate Venstre)
- 1901 - 1909: Anders Jensen-Knudstrup (Venstrereformpartiet)
- 1909 - 1910: Christian Leth-Espensen (bjørnbakker senere i valggruppe med Radikale Venstre)
- 1910 - 1913 og 1918 - 1929: N.P. Jensen (amtsforvalter) (indtil 1910 Venstrereformpartiet, derefter Venstre)
- 1913 - 1918: Poul Emil Hansen (radikal løsgænger)

## Valget i 2005
Den 8. februar 2005 var der 30.514 stemmeberettigede vælgere i kredsen.
Kredsen rummede flg. kommuner og valgsteder::
1. Bjerringbro Kommune
  1. Løvskal
  2. Nord
  3. Rødkærsbro
  4. Syd
2. Hvorslev Kommune
  1. Thorsø
  2. Ulstrup
3. Karup Kommune
  1. Byrådssalen, Karup Rådhus
  2. Kulturhuset, Frederiks
  3. Kølvrå Skoles Gymnastiksal
  4. Skelhøje Kultur- Og Forsaml.Hu
4. Kjellerup Kommune
  1. Ans
  2. Hinge
  3. Kjellerup
  4. Levring
  5. Sjørslev
  6. Thorning
  7. Vinderslev
  8. Vium-Hvam